# Megasema troubridgei
Megasema troubridgei là một loài bướm đêm trong họ Noctuidae.